# Michael Segerström
Karl Kristian Michael Segerström (født 20. maj 1944 i Lund) er en svensk skuespiller, instruktør og forfatter, som har arbejdet på mange forskellige teatre i Stockholm, Göteborg og Helsingborg. Her har han specialiseret sig i personlige monologer, som er skrevet af ham selv og efterfølgende opført på scenen.
I 2008 modtog Segerström en Guldbagge for bedste mandlige hovedrolle i filmen Darling (2007).

## Udvalgt filmografi
- Sven Klangs kvintet (1976)
- Forbudt for børn (1979)
- På kurs med Kurt (tv-serie, 1981, også manuskriptforfatter)
- Sejled' op ad åen (1981)
- Græsenkemænd (1982)
- Teaterterroristerna (1986, også manuskriptforfatter)
- Moa (1986)
- Jim og piraterne (1987)
- Et paradis uden billard (1991)
- Tre terminer (tv-serie, 1991)
- Den gode vilje (1992)
- Rederiet (tv-serie, 1992)
- Jönssonligans största kupp (1995)
- Esters testamente (tv-serie, 1995)
- Adam & Eva (1997)
- Kuropholdet (1999)
- Olivia Twist (tv-serie, 2002)
- LasseMajas detektivbyrå (tv-serie, 2006)
- Darling (2007)
- Maria Larssons evige øjeblik (2008)
- LasseMajas detektivbureau - Kamæleonens hævn (2008)
- Wallander (tv-serie, 2009)
- Dom over død mand (2012)
- LasseMajas detektivbureau: Skygger over Vestervomstrup (2014)
- Miraklet i Viskan (2015)
- Springfloden (tv-serie, 2016-2018)
- Beck (tv-serie, 2022)
- Bäckström (tv-serie, 2022)
- Tak og undskyld (2023)